# 象徵符號
在一种认知体系中，符号（symbol）又译规约符号、象征符号，是能表达一定事物或概念且具有简化特征的视听形象或表意系统。所有沟通都借由使用符号来实现，如使用词语、声音、手势、身姿、想法或视觉图像等形式。
符号通常是标记、标志、语词；符号可以是图形图像、文字组合，也可以是声音信号、建筑造型，甚至可以是一种思想文化、一个时事人物。例如“=”在数学中是等价的符号，“紫禁城”在政治上是中国古代皇权的象征。总的來說，符號的功能是携带和传达意义。它具有极为广泛的含义，来自于规定或约定俗成。
符号具有简明性、统一性、方便性。用符号表示事物简单明了，避免因事物外形不同而引起的混乱，避免因文字语言不同而引起的混乱。

## 符號研究和應用
- 符號學研究符號與符號系統，而語意學則研究詞語的意義。
- 優秀的文學作品可以利用文字、用語和情境，超越字面的解釋，引發讀者的想像和情感；符號文學評論則利用符號學理論，對文學進行研究。
- 煉金術使用了大量的符號，記錄精神和化學過程。到近代不斷演化及變化，形成現今化學的化學符號。
- 宗教和形而上學的文獻利用了很多秘教符號。
- 佛洛依德的精神分析學與榮格的分析心理學認為，夢有符號象徵的意義。

## 传播学领域
在传播学中，符号具有极为广泛的含义。

### 定义
事物之间存在着某种指代或表述关系，如“X能够指代或表述Y”，那么事物X是事物Y的符号，Y是X指代的事物或表述的意义。这种关系被索绪尔在《普通语言学教程》中被界定为能指(signifier)和所指(signified)。能指，又称意符，通常表现为声音或图像，能够引发人们对特定对象事物的概念联想；所指，又称意指，即意符所指代或表述的对象事物的概念（意义）。
“任何事物只要它独立存在，并和另一事物有联系，而且可以被‘解释’，那么它的功能就是符号。”
- 符号是在一定的指代和表述关系中产生的。
- 符号可以在形式上独立存在。
- 人们以符号为介质从事信息传播，其目的是达到意义的交流与互动，而这种交流互动只有通过传受双方的对符号意义的“解释”才能够获得。
- 传播者通过符号化活动来“建构”意义，而受传者则通过符号解读来理解意义。

### 特征
1. 媒介关联物 代表事物的形式——符号
2. 对象关联物 被符号指涉的对象——对象
3. 解释关联物 对符号的意义解释——解释

### 人类传播中部分有代表性的符号
- 声音语言 人类掌握的第一套完整的听觉符号体系
- 文字 人类创造的第一套完整的视觉符号体系
- 语言 人类传播的基本符号体系，但并非唯一的体系

### 分类
学者们提出了多种分类方法。

#### 二分法
符号(sign)分为信号(signal)和象征符(symbol)。

##### 信号
- 信号与其表示的对象事物之间具有自然的因果性，一切自然符号都是信号。
- 信号与其表示的事物之间通常具有一对一的固定对应关系。在自然符号中这种对应关系是明显的。

##### 象征符
可分为为"示现型象征符"、 "论述型象征符"、"认知型象征符"和"价值型象征符"等。象征符是人类特有的符号，只有人类才能创造和使用象征符。人类通过驾驭象征符体系形成不同的社会文化。
- 必须是人工符号
- 能够表达观念、思想等抽象的事物
- 通过传统、通过学习来继承
- 可以自由创造
- 具有表象和概念的功能
- 具有自由性和随意性
- 一种社会文化现象，即同一象征符在不同社会里会有不同解释

#### 语言符号与非语言符号
由于语言（包括再现语言的文字）是人类最基本的符号体系。因此传播学一般将人类使用的符号分为语言符号和非语言符号两大类。

##### 语言符号
语言的产生，是完成从动物传播到人类传播之巨大飞跃的根本标志。其产生的根本动力是人类最基本的创造性活动：劳动。
人类语言的特点：
- 人类语言是一种具有音节区分的声音符号体系
- 与本能相关的声音较少，发音和语句在结构上具有逻辑性
- 具有自由模仿其他声音的能力
- 在没有外部刺激的情况下也能自主发声
- 能够自主地赏娱音声的节奏和韵律

人类语言的特性：
能动性和创造性是人类语言区别于动物界信号系统最根本的特征。
- 人类语言具有超越历史时间和空间的能力，它不仅能够表述现在，而且能够表述过去和未来；不仅能够表述眼前的事物，而且能够表述在遥远空间的事物。
- 人类语言具有无限的灵活性，可以表达任何具体的、抽象的甚至虚构的事物，在表达内容上几乎没有任何限制。
- 人类语言具有发音的经济性，以有限的几十种元音和辅音，配之以声调变化，能够组合成数十万以上的语音单词。
- 人类语言具有巨大的能动性和创造性。

##### 非语言符号
分类：
- 语言符号的伴生符，也称副语言，如音调、音量、语速等。对语言起辅助作用，且本身具有其特定的意义，起着加强语言符号的作用或传递着语言符号以外的信息。
- 体态符号(gesture)，有人称之为体态语言，如动作、表情等。既可以独立使用，又可以与语言并用，在形成语境（传播情境）方面起着重要作用。
- 物化、活动化、程式化、仪式化的符号如仪式和习惯、徽章和旗帜、服装和饮食、音乐和舞蹈、美术和建筑、手艺和技能、住宅和庭园、城市和消费方式等。具有独立性、能动性、象征性和体系性。

### 基本功能
- 表述和说明 ，精神内容本身是无形的，传播者只有借助于某种、可感知的物质形式，借助于符号才能表现出来。通过符号化(encoding)，即传播者将自己要传递的讯息或意义转换为语言、音声、文字或其他符号的活动，和符号解读(decoding)，即传播对象对接收到的符号加以阐释和理解，读取其意义的活动，实现人与人之间的传播活动。
- 传达 作为精神内容的意义如果不转换为具有一定物质形式的符号，是不可能在时间和空间中得到传播和保存的。
- 思考 引发思维活动。其中概念是反映事物的内涵和外延的思维形式， 它并不能独立存在，而是作为符号与语言相共存。

### 传播过程中的意义
符号本身是具有意义的，但意义并不仅仅存在于符号本身，而是存在于人类传播的全部过程和环节当中。
- 传播者的意义 传播者的意义并不总是能够得到正确的传达，符号本身的意义与传播者的意义不一定相同。
- 受传者的意义 符号本身的意义与受传者的意义不一定相同。
- 情境意义 ，语言符号不提供也不可能提供传播活动的全部意义，交流的所得，有相当一部分来自于语境，传播学中称其为传播情境。传播情境指是对特定的传播行为直接或间接产生影响的外部事物、条件或因素的总称。[8]

意义并不仅仅存在于符号本身，原因如下：
- 不能以明确的符号形式表达出来的意义不是清晰的意义。
- 符号与意义的关系是形式与内容的关系，形式具有相对稳定性，而与丰富的社会生活实际相联系的意义具有多变性。
- 人类整体驾驭符号表述和解读意义的能力是无限的，而作为个人，这种能力是有限的。
- 情境意义，也可以说是由一系列情境符号及其相互组合所形成的意义。

由此证明人类的符号和意义活动具有多样性和复杂性。

## 文字符号
- 自源文字
  - 楔形文字
- 字母系統
  - 字母
- 數字
  - 羅馬數字
- 拉丁语
- 漢字、漢語
  - 甲骨文
  - 注音符號
  - 拼音 (消歧義)
- 字符
  - 國際音標

## 标点符号
- ?（問號）/ !（感歎號）/ 。（句號）/ &（與及）/ ，（逗號）

## 数学符号
- =（等号）/ +（加号）/ -（减号）/ ×（乘号）/ ÷（除号）
- ≠ ≤ ≥ < > ≡ ≈ ≅ ∝ ° ′ ″ ∴ ∵ − × ÷ ± ⊥ ⊕ ⊗ ∗ … ½ ² ³ ∂ ∫ ∑ ∞ Π √ ∇ = ← → ↔ ⇐ ⇒ ⇔ ⌈ ⌉ ⌊ ⌋ ¬ ∧ ∨ ∃ ∀ ∈ ∉ ∋ ∅ ⊆ ⊇ ⊃ ⊂ ⊄ ∪ ∩
- 0123456789
- 旗幟識別符號

## 天文學
- 天文符號

## 占星學
- 星座符號

## 性別
- 性別符號

## 金融貨幣
- 貨幣符號

## 網路文化
- 網路語言
- 火星文
- 表情符號

## 其它
在人类文化中出现过的符号。
- ♠ - ♣ - ♦ - ♥ - 卍 - 十字 - ☭（锤子与镰刀）

## 備註

一個用於表示火焰的符號。

1. ↑  本文按學者李幼蒸著作，將 sign 譯為“記號”，symbol 譯為“符號”，以期符合其他條目（如記號、符號學）之論述；事實上，許多學者如趙毅衡，將 sign 譯為“符號”，symbol 譯為“象征”。学者何秀煌认为：记号比符号义广，它可分为自然记号和人工记号，前者适用于表达自然界的信息，如DNA代表遗传信息；后者指人类创造的符号系统，如文字、图象等，人工记号也就是符号。

## 参看
- 記號
- 符号学
- 符号学家
- 文字
- 語言
- 图腾
- 標誌
- 棋譜
- 字母频率

## 外部連結
- symbols.com
- Symbols meanings for hundreds of symbols （页面存档备份，存于）
- Symbolism Wiki
- Symbols & signs
- Ancient Symbolism （页面存档备份，存于）
- Numericana （页面存档备份，存于）
- Forbidden symbols - Signs and symbols of cults, gangs and secret societies （页面存档备份，存于）
- symbols, signs, logos, and their meanings